# 陈仁烈
陈仁烈（1911年2月25日—1974年9月14日），男，湖北荆州人，中国物理学家、物理教育家，曾任南开大学教授，天津市科学技术协会主席。